# سیارک ۱۰۱۹۸
سیارک ۱۰۱۹۸ (به انگلیسی: 10198 Pinelli، نامگذاری:1996XN26) ده هزار و صد و نود و هشتمین سیارک کشف شده‌است که در ۶ دسامبر ۱۹۹۶ کشف شد.
قدر مطلق سیارک برابر ۱۳٫۶۰ است.